# Municipio de Elk (condado de Lake)
El municipio de Elk (en inglés: Elk Township) es un municipio ubicado en el condado de Lake en el estado estadounidense de Míchigan. En el año 2010 tenía una población de 985 habitantes y una densidad poblacional de 10,35 personas por km².

## Geografía
El municipio de Elk se encuentra ubicado en las coordenadas 44°7′15″N 85°58′55″O / 44.12083, -85.98194. Según la Oficina del Censo de los Estados Unidos, el municipio tiene una superficie total de 95.2 km², de la cual 91,96 km² corresponden a tierra firme y (3,39 %) 3,23 km² es agua.

## Demografía
Según el censo de 2010, había 985 personas residiendo en el municipio de Elk. La densidad de población era de 10,35 hab./km². De los 985 habitantes, el municipio de Elk estaba compuesto por el 97,16 % blancos, el 0,71 % eran afroamericanos, el 0,41 % eran amerindios, el 0,1 % eran asiáticos, el 0,2 % eran de otras razas y el 1,42 % eran de una mezcla de razas. Del total de la población el 2,23 % eran hispanos o latinos de cualquier raza.